# Seleção Irlandesa de Rugby Sevens Masculino
A Seleção Irlandesa de rugby sevens representa a Irlanda nos torneios de rugby sevens. A equipe é governada pela Irish Rugby Football Union (IRFU).
A Irlanda compete como uma equipe única na Série Mundial de Rugby Sevens, uma competição anual, de dezembro a junho, que inclui dez torneios realizados em todo o mundo. A temporada 2019-2020 foi a primeira temporada da Irlanda como equipe principal. No Hong Kong Sevens de 2019, a Irlanda venceu o torneio World Series Qualifier, conquistando o status de "equipe principal" pela primeira vez. Antes disso, a Irlanda havia competido em torneios individuais da Série Mundial, embora não como equipe principal. A Irlanda se tornou o primeiro time não-essencial a receber medalha em um torneio no London Sevens 2018, onde terminou em terceiro lugar. Desde a sua inclusão como principal, conquistaram o segundo lugar duas vezes, no France Sevens e no Dubai Sevens de 2022.
A Irlanda também compete nos principais torneios quadrienais de rugby sevens e em seus torneios de qualificação. Competiu na maioria das Copas do Mundo de Rugby Sevens desde o evento inaugural de 1993, com seus melhores resultados em terceiro em 1993 e 2022 e em nono em 2018. A equipe também compete durante as eliminatórias para os Jogos Olímpicos de Verão, tendo se classificado para as edições de 2020 e 2024.
Após o anúncio em 2009 de que o rugby sevens seria um esporte olímpico a partir de 2016, a Irish Rugby Football Union criou um programa de rugby sevens masculino em 2014. Em 2015, a IRFU anunciou seu objetivo de formar uma equipe nacional de sevens que se qualificasse para os Jogos Olímpicos de Verão e a Série Mundial. Desde então, a Irlanda começou a oferecer contratos profissionais ao seu elenco de jogadores de sevens.

## História
A Irlanda competiu no Torneio Internacional Seven-A-Side de 1973, o primeiro torneio de rugby sevens para seleções nacionais. Eles derrotaram Nova Zelândia, Austrália e Escócia na fase de grupos, antes de perderem para a Inglaterra na final.

### Era olímpica (2009–presente)
A Irlanda aumentou sua ênfase no rugby sevens desde que o Comitê Olímpico Internacional votou em 2009 para restaurar o rugby ao programa de eventos em 2016. Em março de 2011, a IRFU anunciou seu apoio ao Shamrock Warriors RFC. O objetivo do clube é desenvolver um grupo de jogadores experientes de sevens para que o IRFU esteja em posição de selecionar para se desenvolver em um futuro time internacional de sevens para competir em torneios, dando-lhes experiência em jogar em competições de alto nível caso o IRFU se envolva em competições profissionais internacionais ou olímpicas.
Embora o rugby tenha sido anunciado em 2009 como esporte olímpico, a IRFU demorou a reconhecer a oportunidade. Em setembro de 2013, a IRFU disse que era improvável enviar uma equipe de sevens para os Jogos Olímpicos de Verão de 2016. A IRFU não introduziu um programa de seleção nacional de rugby sevens masculino até outubro de 2014. A IRFU anunciou em dezembro de 2014 a contratação de Anthony Eddy como diretor, tanto da equipe masculina quanto da feminina. Em dezembro de 2014, a IRFU emitiu um aviso a todos os atletas irlandeses para ver se poderiam se tornar um jogador de rugby Elite Sevens. A IRFU esperava ver os melhores talentos disponíveis em clubes de rugby, bem como atrair atletas com habilidades transferíveis de outros esportes coletivos, como atletismo e basquete. A IRFU realizou quatro dias de identificação de talentos em toda a Irlanda em janeiro de 2015.
A IRFU anunciou em maio de 2015 seu novo elenco de 27 jogadores para a temporada de 2015, selecionado entre um grupo de mais de 300 candidatos, elenco que mais tarde ficou conhecido como The Originals. A nova equipe começou na última posição, iniciando a temporada de 2015 na Divisão C da Europa, com o objetivo de ser promovida a níveis mais elevados de competição. O destaque das temporadas de 2015 e 2016 da Irlanda foi a tentativa de classificação para os Jogos de 2016. No Torneio de Repescagem Olímpica da Europa de 2015, a Irlanda terminou com um recorde de 4–1–1 e, apesar de uma derrota na semifinal por 10–24 para a Rússia, seu terceiro lugar ganhou a última vaga europeia para o Torneio Final de Qualificação Olímpica de 2016. Neste torneio, a Irlanda terminou o jogo de play-off com um recorde de 3-0, incluindo uma vitória por 27-21 sobre Samoa. No entanto, uma derrota nas quartas de final para a Espanha (7–12) os eliminou dos Jogos.
Entrando na temporada de 2017, com o programa irlandês de rugby sevens masculino em vigor há pouco mais de dois anos, o IRFU ainda não havia concedido nenhum contrato profissional em tempo integral a nenhum jogador de sevens. Para a temporada de verão de 2017, a Irlanda disputou o European Grand Prix Sevens, que incluiu quatro torneios durante o verão de 2017. A Irlanda começou o Grand Prix vencendo o primeiro torneio, o Moscow Sevens de 2017, derrotando a Espanha por 12-0 na final.
Para a temporada 2017-18, a Irlanda selecionou um elenco principal de 14 jogadores que priorizaria o jogo do Sevens nos torneios do outono de 2017, embora não sejam jogadores do Sevens em tempo integral e mantenham seu status de clube. A Irlanda terminou em nono lugar no Silicon Valley Sevens de 2017 com um recorde de 3–2; seu recorde contra as principais equipes da World Series foi um respeitável 2–2, com duas vitórias sobre o Canadá.
Em dezembro de 2018, o IRFU deveria anunciar em breve seus primeiros contratos profissionais para jogadores de sevens. Em maio de 2019, apesar da equipe se qualificar para a Série Mundial, a IRFU anunciou que os jogadores permaneceriam com um salário básico anual de € 18.000 com bônus de € 500 pela participação em cada um dos 10 torneios da Série Mundial, o equivalente de um contrato de desenvolvimento.
Em março de 2022, Anthony Eddy deixou o cargo de diretor de rugby feminino e rugby sevens da IRFU. A Irlanda garantiu seu melhor resultado geral na Série Mundial com um 5º lugar na série 2021–22. Mais tarde naquele ano, a Irlanda igualou seu melhor desempenho na Copa do Mundo de Sevens, ganhando a medalha de bronze pela segunda vez (a primeira em 1993). Terry Kennedy encerrou a temporada de sucesso do programa ao vencer o Jogador do Ano, espelhando a conquista dos compatriotas e homólogos de seu XV, Josh van der Flier.

## Desempenho

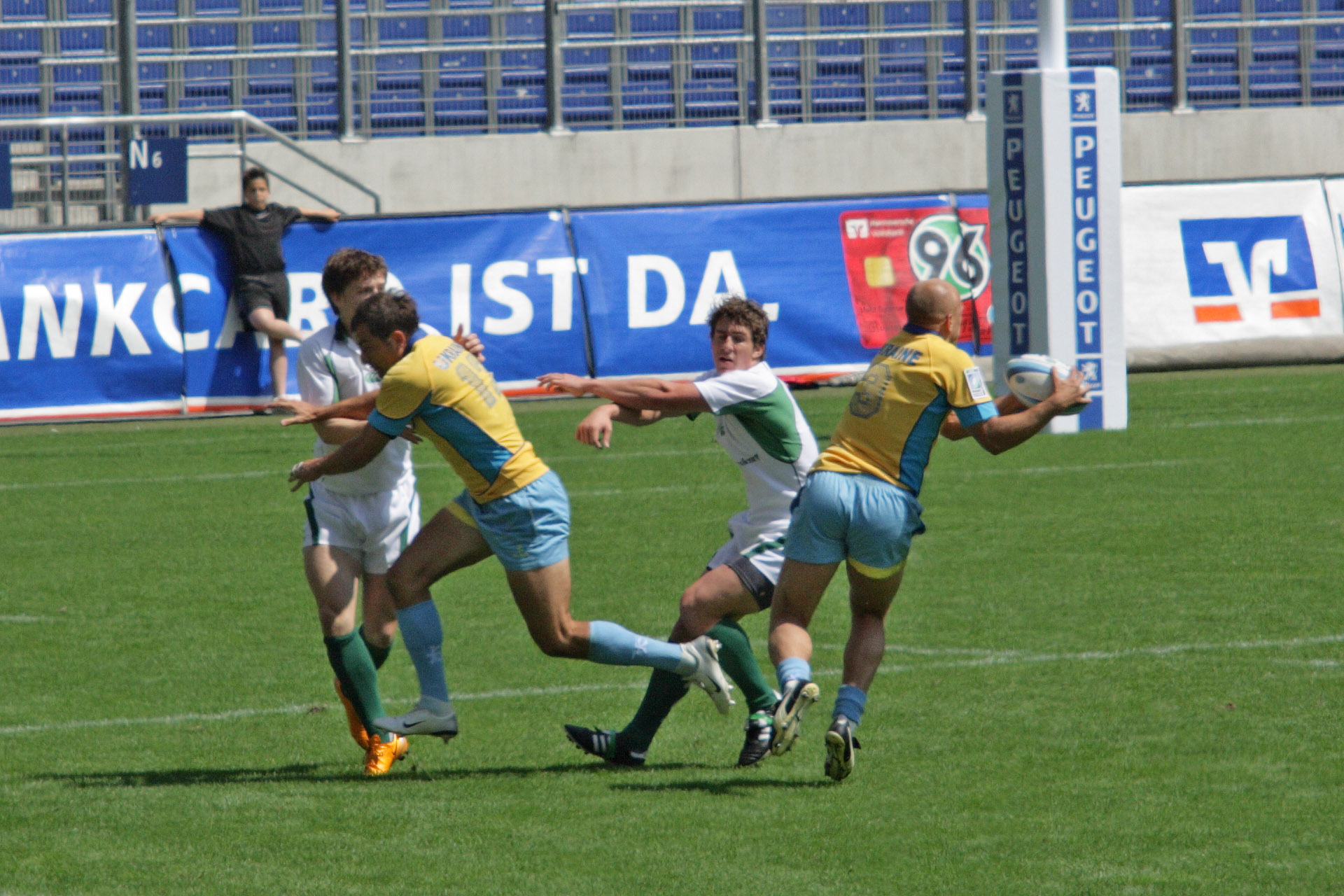
Partida entre Irlanda e Ucrânia no Campeonato Europeu de 2008

### Jogos Olímpicos
| Ano   | Resultado          | Pos                | J                  | V                  | E                  | D                  |                    |
| ----- | ------------------ | ------------------ | ------------------ | ------------------ | ------------------ | ------------------ | ------------------ |
| 2016  | Não se classificou | Não se classificou | Não se classificou | Não se classificou | Não se classificou | Não se classificou | Não se classificou |
| 2020  | Fase de grupos     | 9                  | 5                  | 2                  | 0                  | 3                  |                    |
| 2024  | Quartas de final   | 6                  | 6                  | 3                  | 0                  | 3                  |                    |
| Total | 0 títulos          | 0/3                | 11                 | 5                  | 0                  | 6                  |                    |

### Copa do Mundo
| 1993  | Semifinais         | 3                  | 9                  | 6                  | 0                  | 3                  |                    |
| 1997  | Semifinais         | 19                 | 6                  | 1                  | 0                  | 5                  |                    |
| 2001  | Semifinais         | 19                 | 7                  | 2                  | 1                  | 4                  |                    |
| 2005  | Quartas de final   | 13                 | 6                  | 2                  | 0                  | 4                  |                    |
| 2009  | Rodada final       | 18                 | 6                  | 3                  | 0                  | 3                  |                    |
| 2013  | Não se classificou | Não se classificou | Não se classificou | Não se classificou | Não se classificou | Não se classificou | Não se classificou |
| 2018  | Rodada final       | 9                  | 5                  | 4                  | 0                  | 1                  |                    |
| 2022  | Semifinais         | 3                  | 5                  | 4                  | 0                  | 1                  |                    |
| Total | 0 títulos          | 0/8                | 44                 | 22                 | 1                  | 21                 |                    |